# Roland Ravez
Roland Ravez, né en 1930 et mort le 30 juin 2017 à Bruxelles,, est un acteur traducteur et metteur en scène belge, qui fut directeur du Théâtre de Quat'Sous.

## Parcours
Fils d'un acteur, il joue Tintin dans la pièce Monsieur Boullock a disparu à l'âge de neuf ans, fin 1941 et début 1942, puis Spirou, en 1944.
Adolescent, il a écrit, mis en scène et joué au Théâtre de l’Alhambra de Bruxelles, boulevard Jacqmain, "La Grande Revue des Jeunes", et obtient le Prix de la chanson au micro, en 1949.
L’expérience de la radio durant son service militaire lui ouvre par la suite les portes de l’INR, ancêtre de la RTBF, où il participera à Radio Jeunesse et aux premières émissions dramatiques produites pour la télévision belge.
Il suit des cours chez Louis Jouvet et joue dans de nombreux théâtres. Il devient directeur artistique des théâtres Molière et de la Bourse et surtout lance, en 1951, le Théâtre de Poche avec Roger Domani, qu'il dirige durant 7 ans, et où il crée La Cantatrice chauve en présence d'Eugène Ionesco en première mondiale. Il crée enfin le Théâtre de Quat'Sous qui passe d'une cave à la rue de la Violette, au 28, puis au 34, accueillant 50 spectateurs pour plus de 300 spectacles, jusqu'à de graves difficultés financières (en partie liées aux inondations) au début des années 1990.
Aux côtés de Jacques Huisman, Claude Etienne, Roger Domani, Jean Nergal, Jean-Pierre Rey, Roland Ravez est une des dernières figures historiques du théâtre belge de la deuxième moitié du XXe siècle.